# Saint-Front (Alto Loira)
 Saint-Front  es una población y comuna francesa, situada en la región de Auvernia, departamento de Alto Loira, en el distrito de Le Puy-en-Velay y cantón de Fay-sur-Lignon.

## Demografía
| 1224 | 1106 | 849 | 644 | 544 | 509 |
| Para los censos de 1962 a 1999 la población legal corresponde a la población sin duplicidades (Fuente: INSEE [Consultar]) |      |     |     |     |     |

2022 = 2